# Fraktus (Film)
Der Film Fraktus – Das letzte Kapitel der Musikgeschichte ist eine 2012 gedrehte Mockumentary von Lars Jessen über das Comeback der von der Künstlergruppe Studio Braun erfundenen 1980er-Jahre-Band Fraktus. Der Film kam am 8. November 2012 in die deutschen Kinos.

## Handlung

### Bandgeschichte
Bernd Wand, Dirk Eberhard („Dickie“) Schubert und der Schlagzeuger Meinhard Gnom gründen in den frühen 1980er Jahren in Brunsbüttel (Schleswig-Holstein) eine Band namens Freakazzé (ein verfremdetes Kofferwort aus „Freak“ und „Frikassee“). Ein Song besteht dabei ausschließlich aus Hundegebell, das der Melodie des Stundenschlages von Big Ben (Westminsterschlag) folgt.
Freakazzé trifft auf den Produzenten Torsten Bage, der bei Freakazzé einsteigt, und aus Freakazzé wird Fraktus. Meinhard Gnom verlässt die Band, begleitet sie jedoch noch kurze Zeit als Roadie.
Die Platte Tut Ench Amour gilt als Meilenstein in der Geschichte von Fraktus. Die Band ist damit ihrer Zeit weit voraus und wechselt in der Folge vom Musiklabel Zickzack Records zu Ariola.
Während der Produktion zur LP Automate werden Konflikte innerhalb der Band offenbar, woraufhin die Plattenfirma externe Produzenten und Komponisten einsetzt. Die Platte wirkt daher überproduziert und glatt. Fraktus wird von eingefleischten Fans und Kritikern vorgeworfen, sich mit Automate an die Industrie verkauft zu haben.
Fraktus’ letzter Auftritt in der Turbine in Hamburg im November 1983 setzt den vorläufigen Schlusspunkt unter die kurze Karriere der Band. Während des Konzerts führt ein Kurzschluss an einem Theremin zu einem Feuer, woraufhin der Veranstaltungsort bis auf die Grundmauern niederbrennt. Kurz darauf trennt sich die Band.

### Comeback
Da die Gruppe Fraktus im Nachhinein als Begründer des Techno angesehen wird, sucht Jahre später der Musikproduzent Roger Dettner (Devid Striesow) die ehemaligen Bandmitglieder auf. Den ehemaligen Sänger Dickie findet er in dessen Hamburger Internetcafé „Surf n’Schlurf“, wo dieser immer noch in 1980er-Jahre-Klamotten herumläuft. Der hypochondrische Soundtüftler Bernd arbeitet in Brunsbüttel im elterlichen Optikergeschäft. Er macht nun zusammen mit seinen Eltern Musik und nennt dies Fraktus 2. Torsten Bage ist derweil mit kommerzieller Popmusik (etwa dem Partyschlager Geilianer) zu Geld gekommen und lebt nun auf Ibiza. Bages Outfit wurde als Anspielung auf DJ Ötzi gedeutet. Er gibt an, den Jingle der Telekom bereits 1987 geschrieben zu haben.
Es ist nicht einfach, die drei für ein Comeback zu gewinnen: Roger vernachlässigt trotz hochschwangerer Freundin sein Privatleben und reist mit Dickie und Bernd nach Ibiza zu Torsten. Es gelingt ihm, einen ersten, desaströs endenden Auftritt zu organisieren. Als auch der Aufenthalt in einem angesagten Produktionsstudio erfolglos bleibt, torkelt Roger betrunken durch die Stadt und attackiert wildfremde Menschen mit einem Dönerspieß.
Die Bandmitglieder von Fraktus beschaffen sich nun ihre einst selbstgebauten Lo-Fi-Originalinstrumente wieder und legen dann doch noch einen erfolgreichen Auftritt in einem Hamburger Parkhaus (dem Ort, an dem früher die Turbine stand) hin.
Authentizität erhält die fiktive Bandgeschichte durch Einfügung zahlreicher Interviews über die Bedeutung von Fraktus mit realen Musikern und Experten wie Matthias Schuster, Jan Delay, Blixa Bargeld, H. P. Baxxter, Steve Blame, Peter Illmann, Alex Christensen, Jürgen Laarmann, Dieter Meier, Hans Nieswandt, Stephan Remmler, Marusha und Peter Urban.

### Filmdiskografie (fiktive Veröffentlichungen)
- 1980: 7353=057
- 1982: Tut Ench Amour
- 1983: Affe sucht Liebe
- 1983: All die armen Menschen
- 1983: Automate
- 2012: ASL 2.0

## Hintergrund

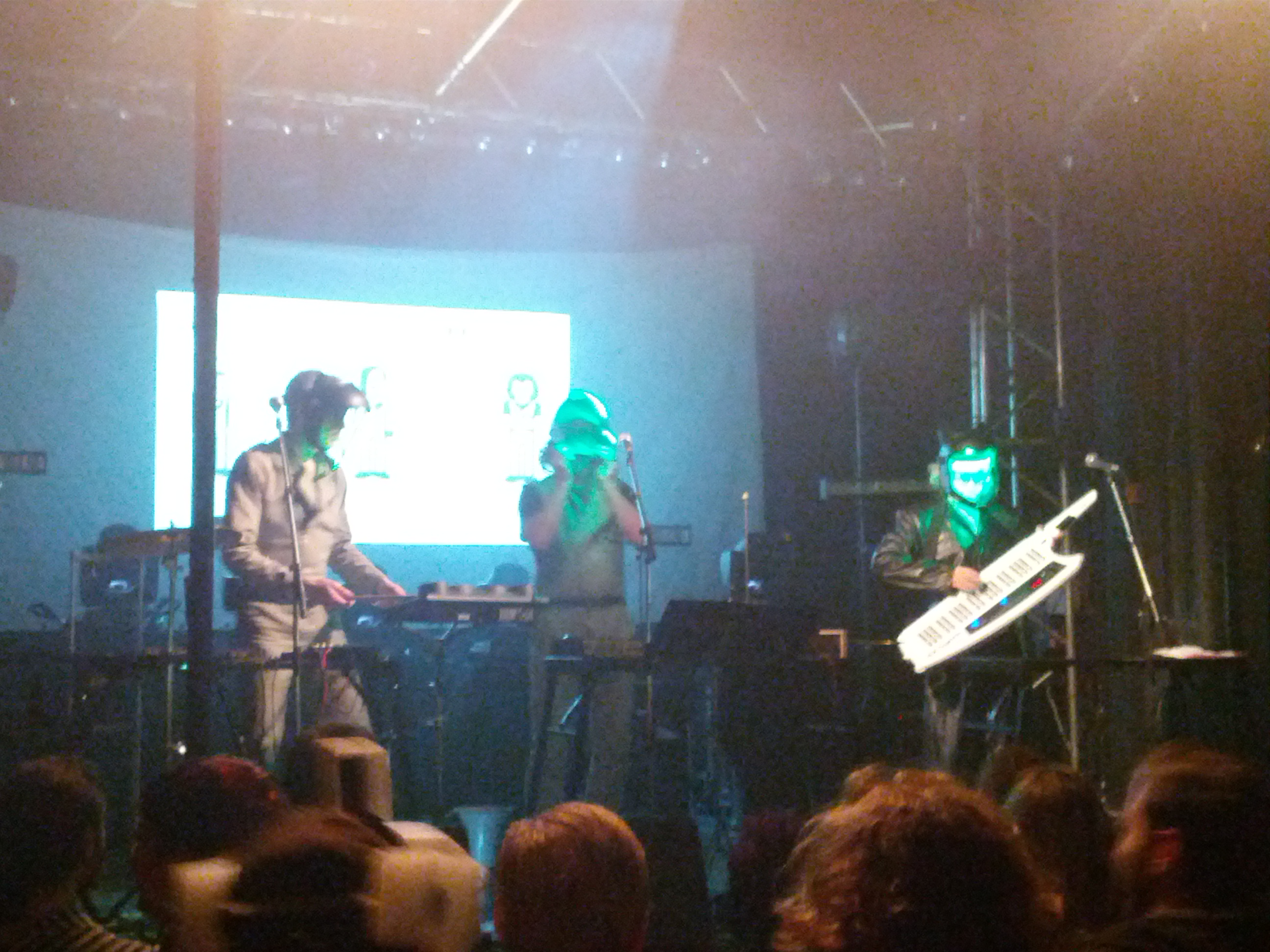
Fraktus live im Beatpol in Dresden, 2013

Die Band Fraktus ist eine Erfindung der Künstlergruppe Studio Braun. Die erste Idee zum Projekt entstand 1999. 2006 veröffentlichte Rocko Schamoni unter dem Namen Fraktus auf der Kompilation Operation Pudel 2006 ZD 50 das Stück Affe sucht Liebe. Im darauf folgenden Jahr traten Studio Braun als Fraktus auf dem Melt!-Festival auf, wobei das Trio seinen Auftritt als Comeback der Band nach 25-jähriger Bühnenabstinenz inszenierte, um Ausschnitte davon im geplanten Film verwenden zu können. Die Idee hinter der fiktiven Band wurden mit der fiktiven britischen Metalband Spinal Tap in dem US-amerikanischen Film This Is Spinal Tap aus dem Jahr 1984 verglichen.
Die Hauptrolle sollten Christian Ulmen und Olli Dittrich übernehmen, die beide absagten. Die Dreharbeiten zum Partyhit Geilianer fanden in einem Club auf Ibiza mit Partyschlagersänger Willi Herren statt. Da dessen Stil nicht dem Sound der Diskothek entsprach, musste vor dem Besucheransturm mit Statisten gedreht werden.
Zum Filmstart 2012 veröffentlichte Studio Braun als Band Fraktus das Musikalbum Millennium Edition (Staatsakt), desgleichen wurde Affe sucht Liebe als 7"-Single bei Pudel Produkte wiederveröffentlicht. Im Rahmen einer Comeback-Tour wurden in der Folge mehrere Fraktus-Konzerte gegeben.
Fraktus hatte einen Gastauftritt in der Serie "Mord mit Aussicht" in Staffel 3/Episode 12 – Tod eines Roadies. Gesendet wurde die Folge erstmals 2014.

## Kritiken
„Dieser Film ist so genial erstunken und erlogen, dass manche selbst auf die Kritiken reinfallen. ‚Spiegel Online‘ nannte ‚Fraktus‘ das ‚vielleicht lustigste Filmerlebnis, das das deutsche Kino dieses Jahr zu bieten hat‘.“

„Gewiss, die Studio-Braun-Mitglieder Heinz Strunk, Rocko Schamoni, Jacques Palminger und ihr Schauspieler-Kollaborateur Devid Striesow persiflieren die verschiedensten Formate und Typen. Mal ist es der raunende Erzählton öffentlich-rechtlicher Jugendkultur-Erklärungssendungen wie ‚Pop 2000‘, mal der Scripted-Reality-Schmonzes von TV-Reihen wie ‚Goodbye Deutschland‘ oder ‚Die Geissens‘, der die Überzeichnungsschablone liefert.“

„Der ganze Film ist eine Art Heimatkomödie für Menschen, die in besseren Tagen im Hamburger Pudel Club herumstanden und sich an einer Knolle Astra wärmten, ja manchmal meint man sogar, es mit einem notdürftig kaschierten Selbstporträt zu tun zu haben: Wie Fraktus haben auch Palminger, Schamoni und Strunk ihre anarchischen Tage inzwischen hinter sich, was als Punkhumor begonnen hat, ist seit Jahren Teil des Mainstreams.“

„Die Band ohne Gefühle revolutioniert das Genre und gilt bis heute als Vorreiter elektronischer Musik.“

„Mit Kommentaren zahlreicher (realer) Größen aus der deutschen Musik-Branche garnierte Mockumentary, die satirisch die Klischees gängiger Band-Dokumentationen auf die Schippe nimmt.“